# Заднипру, Пётр Иванович
Пётр Ива́нович Задни́пру (настоящая фамилия Задне́пров; рум. Petru Zadnipru; 1927, Савка — 1976) — молдавский советский поэт, переводчик и партийный деятель.

## Биография

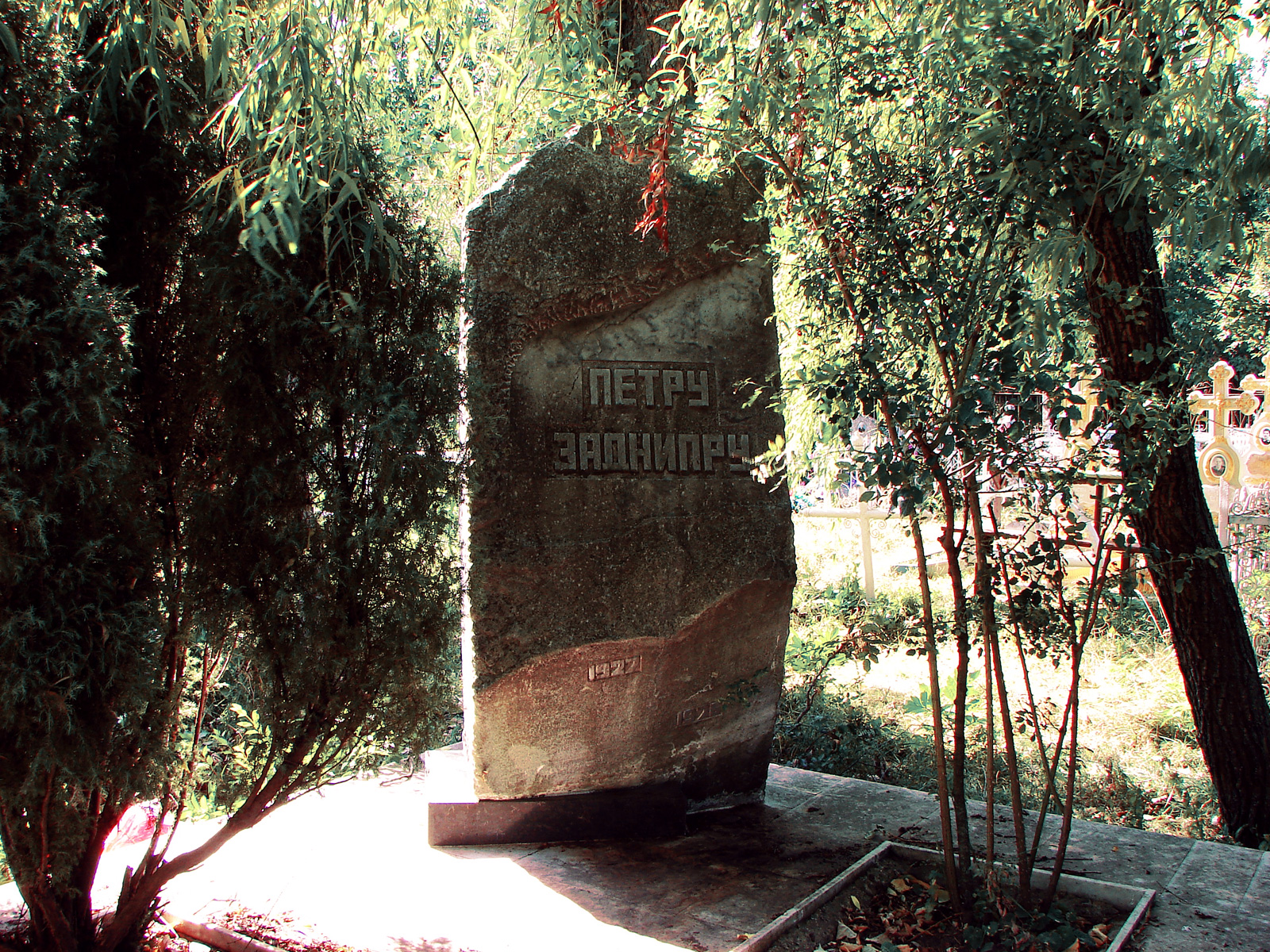

Пе́тру Задни́пру родился в бессарабском селе Савка (ныне Окницкий район Молдавии) в русской семье. Он является автором сборников лирических стихов, посвящённых Великой Отечественной войне, жизни молдавской деревни («Свет полей», 1952; «Люди, дорогие люди…», 1962; «Тоскую по тебе», 1971; «Сыновья вы мои, сыновья!..», опубликован в 1977). На протяжении двух десятилетий был инструктором отдела пропаганды центрального комитета коммунистической партии Молдавии.
Поэтические переводы из Шандора Петефи и Шандора Надя и собственные стихотворения до середины 1960-х годов публиковал под собственным именем Пётр Заднепров.
Умер в 1976 году.